# Pancorius minutus
Pancorius minutus är en spindelart som beskrevs av Zabka 1985. Pancorius minutus ingår i släktet Pancorius och familjen hoppspindlar. Inga underarter finns listade i Catalogue of Life.